# Dasyses nigerica
Dasyses nigerica är en fjärilsart som beskrevs av László Anthony Gozmány. Dasyses nigerica ingår i släktet Dasyses och familjen äkta malar. Inga underarter finns listade i Catalogue of Life.